# Gråstötstjärnen
Gråstötstjärnen är en sjö i Härjedalens kommun i Härjedalen och ingår i Ljusnans huvudavrinningsområde. Sjön har en area på 0,0687 kvadratkilometer och ligger 977,1 meter över havet.

## Delavrinningsområde
Gråstötstjärnen ingår i det delavrinningsområde (694804-131242) som SMHI kallar för Utloppet av Malmagen. Medelhöjden är 909 meter över havet och ytan är 26 kvadratkilometer. Räknas de 12 avrinningsområdena uppströms in blir den ackumulerade arean 108,24 kvadratkilometer. Tännån som avvattnar avrinningsområdet har biflödesordning 2, vilket innebär att vattnet flödar genom totalt 2 vattendrag innan det når havet efter 411 kilometer. Avrinningsområdet består mestadels av skog (45 procent) och kalfjäll (41 procent). Avrinningsområdet har 2,58 kvadratkilometer vattenytor vilket ger det en sjöprocent på 9,9 procent. Bebyggelsen i området täcker en yta av 1,21 kvadratkilometer eller 5 procent av avrinningsområdet.